# 圣皮埃尔迪舍曼
圣皮埃尔迪舍曼（法語：Saint-Pierre-du-Chemin，法語發音：[sɛ̃ pjɛʁ dy ʃəmɛ̃]）是法国卢瓦尔河地区大区旺代省的一个市镇，位于该省东南部，属于丰特奈勒孔特区。

## 地理
圣皮埃尔迪舍曼（46°41'46"N, 0°42'0"W）面积29.65 平方千米，位于法国卢瓦尔河地区大区旺代省，该省份为法国西部沿海省份，北起大西洋卢瓦尔省和曼恩-卢瓦尔省，西临大西洋，南至滨海夏朗德省，东部及东南部与德塞夫勒省接壤。
与圣皮埃尔迪舍曼接壤的市镇（或旧市镇、城区）包括：塞夫尔河畔拉福雷、泰尔瓦勒、谢富瓦、默农布莱、列奥米尔、塞夫尔河畔蒙库唐。

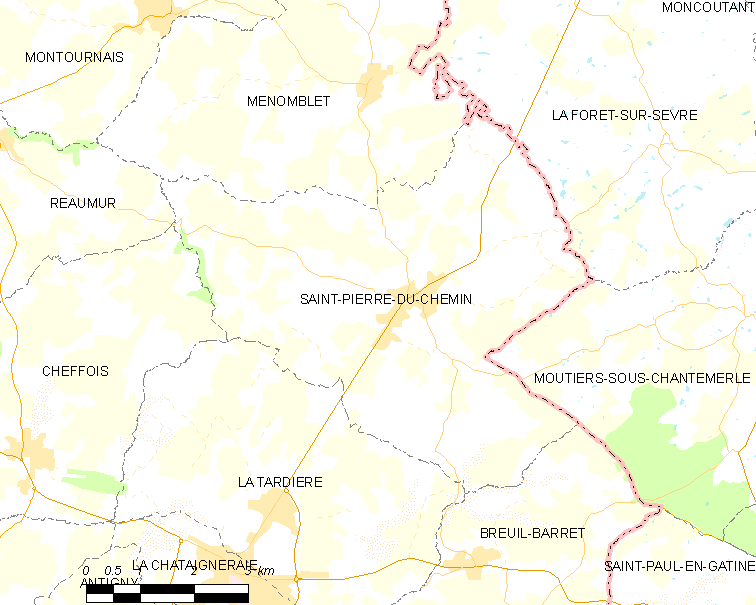
圣皮埃尔迪舍曼的OSM定位图

圣皮埃尔迪舍曼的时区为UTC+01:00、UTC+02:00（夏令时）。

## 行政
圣皮埃尔迪舍曼的邮政编码为85120，INSEE市镇编码为85264。

## 政治
圣皮埃尔迪舍曼所属的省级选区为拉沙泰涅赖县。

## 人口

1962-2008年间圣皮埃尔迪舍曼人口变化图示

圣皮埃尔迪舍曼于2022年1月1日时的人口数量为1340人。